# Achères (Yvelines)
Achères is een gemeente in Frankrijk aan, maar vooral in de directe omgeving van en evenwijdig aan de Seine.
Er staat een  autofabriek op de grens met Poissy, die eerst eigendom van Ford was, maar in 1954 door Simca overgenomen werd, en in 1979 door PSA Peugeot Citroën. Camille Jenatzy heeft er op het Parc d'Agricole in 1899 het wereldrecord snelheid verbeterd. Hij was de eerste die sneller dan 100 km/h reed.
Er ligt station Achères-Ville. Er is ook station Achères - Grand Cormier, maar dat ligt in de buurgemeente Saint-Germain-en-Laye.

## Kaart
De onderstaande kaart toont de ligging van Achères (Yvelines) met de belangrijkste infrastructuur en aangrenzende gemeenten.

## Demografie
Onderstaande figuur toont het verloop van het inwonertal, bron: INSEE-tellingen. 

## Partnersteden
- Amarante
- Großkrotzenburg
- Stonehaven